# Wallabyfell

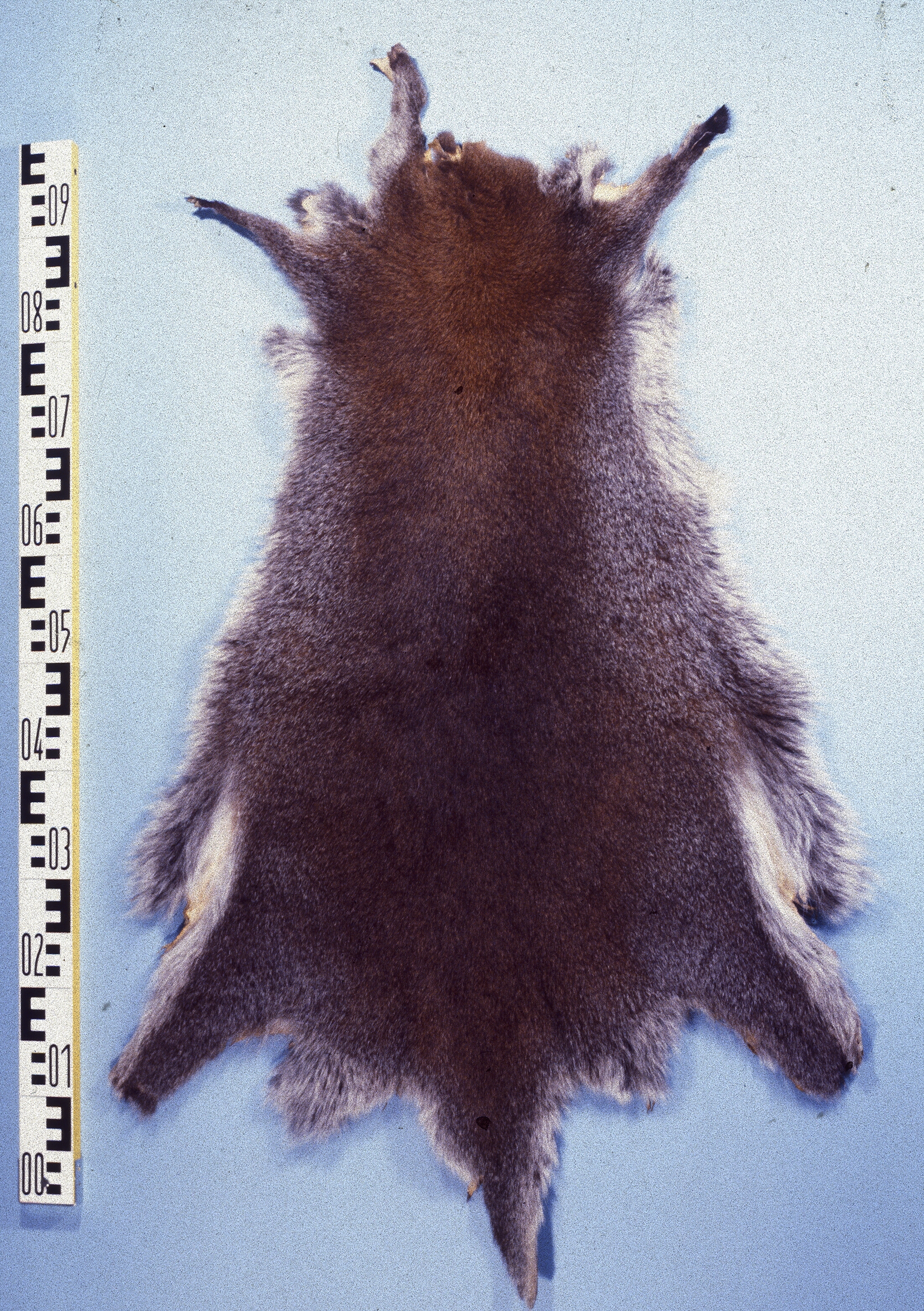
Buschwallaby-Fell, zoologisch Bennett-Känguru

Als Wallabyfelle werden die Felle aller Känguruarten im Rauchwarenhandel, die Felle der eigentlichen Wallabys und Jungtierfelle der meist größeren Kängurus, bezeichnet.
Zu den Wallabys gehören mehrere Arten aus der Familie der Kängurus. Der Begriff ist allerdings nicht eindeutig. Im engeren Sinn zählen nur acht kleinere Arten der Gattung Macropus dazu, die in der Untergattung Notamacropus zusammengefasst werden. In einem weiteren Sinn (wie auch im Englischen) werden alle kleineren Gattungen der Kängurus (wie Hasenkängurus, Nagelkängurus, Buschkängurus, Filander und Felskängurus) dazugerechnet.
Kängurus sind in zahlreichen Arten über Australien, Tasmanien, Neuguinea, Aru- und Kai-Inseln und Teile des Bismarck-Archipels verbreitet. In Neuseeland wurden sie etwa 1947 eingebürgert.
Die Felle aller Wallabys sind meist rötlich braun, auch bläulich mit hellen Spitzen. Das Haar ist lang, etwa wie bei Waschbären, doch etwas flattrig, die Unterseite ist grauweiß.
Der Haltbarkeitskoeffizient für Wallabypelz wird mit 30 bis 40 Prozent angegeben, für den Pelz des Riesenkängurus mit 20 bis 30 Prozent. In einer Einteilung der Pelzarten in die Haar-Feinheitsklassen seidig, fein, mittelfein, gröber und hart wird das Wallabyhaar (Känguruarten) als mittelfein eingestuft.
Von Zeit zu Zeit wurden in den einzelnen Staaten Schutz- und Schongesetze für Wallabys erlassen beziehungsweise aufgehoben, so dass die Anlieferungen wechselnd waren. Einige Känguruarten sind in das Washingtoner Artenschutz-Übereinkommen (Anhang I bzw. II) aufgenommen worden. Die Felle der Großkängurus wurden ausschließlich der Lederverarbeitung zugeführt, für die sie aber heute auch keine Rolle mehr spielen, teilweise unterliegen sie Exportverboten.

## Für die Pelzverarbeitung geeignete Arten (neben anderen)

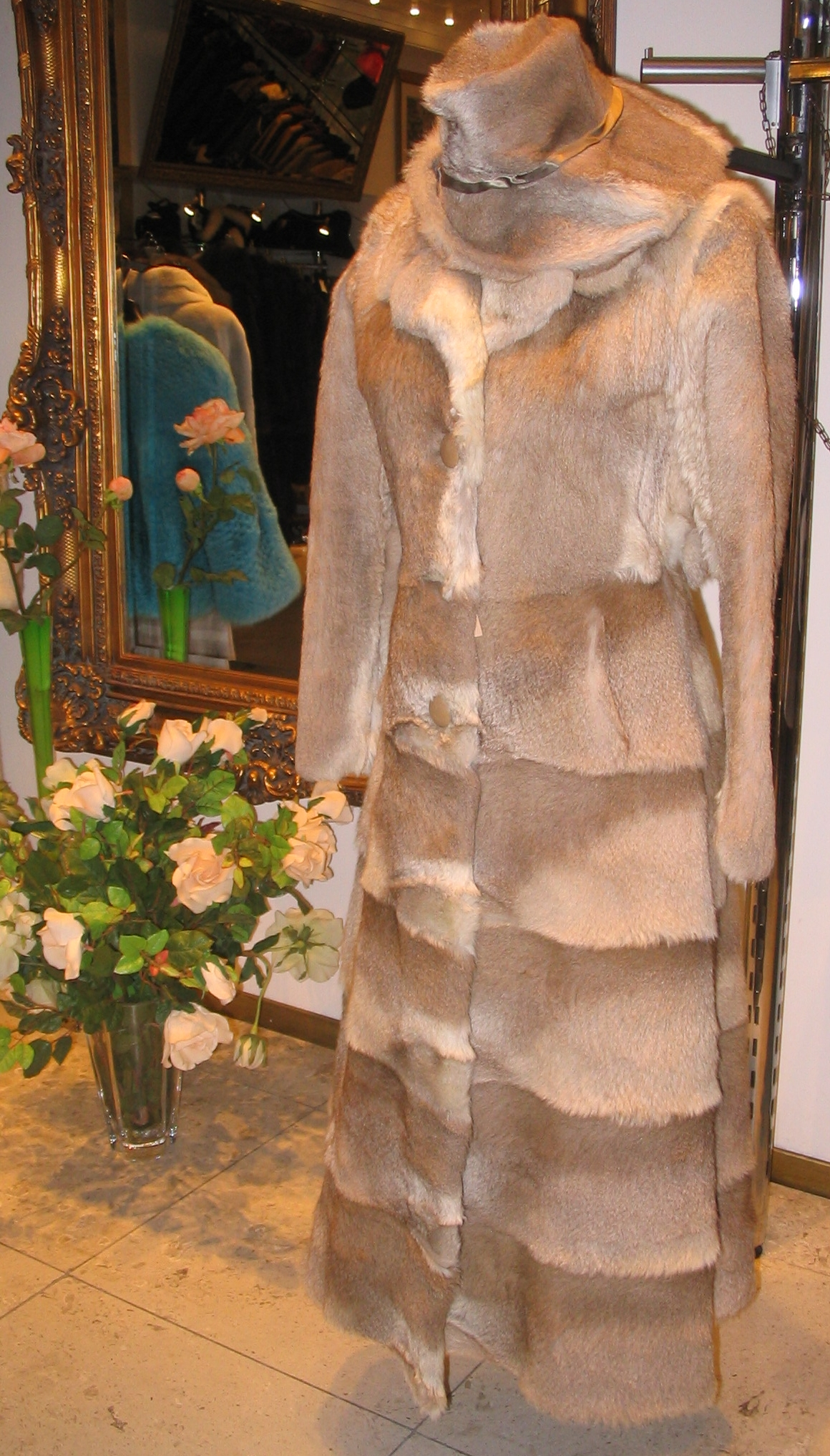
Älterer Mantel und Hut aus Kängurufell, australische Arbeit (Foto 2013)

- Peitschenschwanz-Wallaby (Whiptail wallaby)

Unter dieser Bezeichnung wurde das Hübschgesichtwallaby aus dem Osten Australiens eingeführt. Auffälligstes Kennzeichen sind die weißen Wangenstreifen, die sich von der Schnauze bis unter die Augen erstrecken. Die Kopfrumpflänge beträgt etwa 80 Zentimeter, die Schwanzlänge etwa 75 Zentimeter. Der Vorderkörper, die Unterseite und die Hinterfüße sind hellgrau. An den Schultern ist das Fell etwas dunkler. Der Hinterkörper ist isabellfarben, zum Rücken zu dunkler. Der Schwanz ist im hinteren Teil weißlich, die Schwanzspitze ist schwarz. Die Oberschenkel haben einen breiten weißen Streifen. Die Schnauze ist schwärzlich, die Kopfoberseite ziemlich dunkel. An den Wangen befindet sich ein breiter weißer Längsstreifen. Die Ohren sind hell mit einem großen schwarzen Mittelfleck.
Verbreitung: Die östliche australische Küstenregion, vom Süden der Kap-York-Halbinsel (Queensland) bis in das nordöstliche New South Wales. Ende des 19. Jahrhunderts vorgenommene Versuche, die Art auch in Deutschland anzusiedeln, sind missglückt.
Vor 1925 wurden etwa 300.000 Felle jährlich nach Europa importiert. 1905 betrug der Wert eines Fells 3 bis 6 Pence, 1910 durchschnittlich 3 Shilling, 1925 etwa 8 bis 10 Shilling.
Das weiche Fell wurde unter anderem dafür verwendet, künstliche kleine Koalabären als Spielzeug oder Souvenir herzustellen.
- - Busch-Wallaby, Rotnackenwallaby, Bennettkänguru

Rotnackenwallabys erreichen eine Kopf-Rumpflänge von 70 bis 90 Zentimeter, der Schwanz wird 65 bis 90 Zentimeter lang.
Verbreitung: Das östliche und südöstliche Australien, in den Bundesstaaten Queensland, New South Wales und auf der Insel Tasmanien.
Das Busch-Wallaby hat die beste Fellqualität, von ihm (Rotnackenwallaby) stammen die als Silvery-Darkside bezeichneten Felle.[5][1] Vor 1911 wurden jährlich etwa 300.000 Felle nach Europa exportiert.[6] Dem Tier wurde jedoch nicht nur seines Pelzes wegen übermäßig nachgestellt, sondern auch durch Vergiftungsaktionen wurden sie in weiten Gebieten ausgerottet. Die Anzahl der in Queensland auf den Markt gekommenen Felle war von etwa 16.000 im Jahr 1955 auf 5000 im Jahr 1965 abgesunken.[4]
  - Sumpfwallaby, Swamp Wallaby

Die Kopf-Rumpf-Länge des Sumpfwallabys beträgt 70 bis 90 Zentimeter, der Schwanz ist 65 bis 90 Zentimeter lang. Die Fellfarbe ist variabel. Die Körperoberseite ist graubraun oder orangebraun bis dunkelbraun, die Bauchseite hell braungelb. Das Gesicht ist grau, die Wangen weißlichgelb. An den Kopfseiten befindet sich je ein breiter schwärzlicher Zügelstreif. Der Schwanz ist schwärzlich.[4] Das Haar ist geringelt.[5]
Verbreitung: Im östlichen und südöstlichen Australien, vom östlichen Queensland bis Victoria und dem östlichen South Australia. Anders als ihr Name es vermuten lässt, leben Sumpfwallabys auch in Wäldern und offenem Grasland.
Die Felle waren sowohl für Pelze als auch für Felldecken geschätzt, sie wurden auch skunksartig eingefärbt. Es wurden um 1925 jährlich 200.000 Stück nach Europa importiert, der Einzelpreis lag bei 6 bis 8 Shilling.[5] Während im Jahr 1955 in Queensland noch etwa 13.000 Sumpfwallabies erlegt wurden, waren es 1965 nur noch etwa 1200 Tiere.[4]

- Rockwallabys, Felswallabys

Mit 17 Arten zählen Rockwallabys zu den artenreichsten Gattungen dieser Familie.
Verbreitung: Gebirgige Regionen im Nordwesten, Osten und Südosten Australiens, nicht in Tasmanien. Im Gegensatz zu anderen kleineren Arten der Kängurufamilie sind sie weniger bedroht und zum Teil noch weitverbreitet.
1910 kamen etwa 200.000 bis 300.000 Rockwallabyfelle in den Handel, im Wert von etwa 3 Shilling das Stück, 1925 waren es höchstens noch halb so viel. Rockwallabys und Brydle (Kurznagelkänguru), landläufig „Paddymelons“ (Pademelons, deutsch Filander) genannt, waren anfangs die hauptsächlich gehandelten Wallabysorten.
Zu den Rockwallabys zählen neben anderen:
- - Quokka oder Kurzschwanz-Känguru

Quokkas erreichen eine Kopfrumpflänge von 48 bis 60 Zentimeter, der Schwanz misst 25 bis 35 Zentimeter. Ihr kurzes, raues Fell ist graubraun gefärbt, manchmal mit einem leichten Rotstich. Der Kopf ist heller mit schwarzem Augenstrich. Die Behaarung ist lang und dicht, die Granne etwas grob.[4] Der Schwanz ist relativ kurz und kaum behaart. Der Körperbau ist recht gedrungen, wie bei den meisten Kängurus sind die Hinterbeine lang und kräftig, die Vorderbeine sind kurz. Auffallend sind die kurzen, abgerundeten Ohren.
Verbreitung: Ursprünglich weit verbreitet, jetzt einige kleine, unter Naturschutz stehende Populationen im Südwesten Westaustraliens sowie auf einigen vorgelagerten Inseln wie Bald Island und Rottnest Island.
Die Fellqualität ist unterschiedlich.[4]
  - Rotbauch-Känguru, auch Rotbauchfilander genannt

Rotbauchfilander sind eine relativ kleine Känguruart. Ihr Körperbau ist stämmig, der spärlich behaarte Schwanz ist vergleichsweise kurz. Ihr langes Fell ist an der Oberseite dunkeloliv bis graubraun gefärbt, die Unterseite ist rötlich-orange bis rötlich-gelb. Zuweilen haben sie einen schwach gelblichen Oberschenkelstreifen.[4] Die Hinterbeine sind wie bei den meisten Kängurus länger und kräftiger als die Vorderbeine.
Verbreitung: Ursprünglich bewohnten Rotbauchfilander das südöstliche Australien und das südöstliche South Australia, in Victoria und auf Tasmanien. Auf dem Festland sind sie Anfang des 20. Jahrhunderts ausgestorben, sodass sie heute nur noch auf Tasmanien vorkommen, wo sie aber häufig sind. Zwischen 1923 und 1960 wurden auf Tasmanien jährlich knapp 66.000 Felle erbeutet.[4]
  - Derbywallaby, auch Tammar, Eugenifilander

Das Fell der Derbywallabys ist an der Oberseite graubraun gefärbt, die Unterseite ist heller, meist gelblich-grau und die Beine sind rötlich. Wie bei den meisten Kängurus sind die Hinterbeine deutlich länger und kräftiger als die Vorderbeine, der Kopf ist langgestreckt und die Ohren groß. Männchen werden deutlich größer als Weibchen und haben größere Vorderpfoten mit ausgeprägteren Krallen. Erwachsene Tiere erreichen eine Kopfrumpflänge von 52 bis 68 Zentimeter und eine Schwanzlänge von 33 bis 45 Zentimeter.[4]
Verbreitung: Bis in die 1920er-Jahre waren Derbywallabys in weiten Teilen des südlichen Australiens beheimatet. Heute leben sie noch im südwestlichen Western Australia sowie auf einigen Inseln vor der Küste von South Australia, etwa auf der Känguru-Insel. Seit etwa 1870 gibt es eine kleine Population auf der neuseeländischen Insel Kawau.
  - Rothalsfilander, Thetis-Känguru

Rothalsfilander sind kleine, stämmig gebaute Vertreter der Kängurus. Die Körpergrößen dieser Tiere liegen zwischen 55 und 70 Zentimeter, der Schwanz misst 25 bis 40 Zentimeter. Männchen sind größer als Weibchen. Das Fell ist am Rücken braungrau gefärbt, der Bauch ist deutlich heller. Namensgebendes Merkmal sind die rötlich gefärbten Schultern und Nacken. Die Färbung und Farbverteilung variiert individuell. Die Oberschenkel haben zuweilen einen schmalen, hellen Streifen.[4] Die Hinterbeine sind wie bei den meisten Kängurus deutlich länger als die Vorderbeine, der Schwanz ist spärlich behaart.
Verbreitung: Im östlichen Australien, vom südöstlichen Queensland bis in das mittlere New South Wales.
Die Fellqualität ist unterschiedlich. Die Felle wurden zu Pelzinnenfuttern, Besätzen und manchmal auch zu Jacken und Mänteln verarbeitet.[4]
- Grey-Wallabys

Die Felle wurden mitunter ebenfalls als Rockwallabys gehandelt
- - Festlandbürstenkänguru

Die Felloberseite ist braun bis hellbräunlich, die Unterseite grau bis weißlich. Die Behaarung des Schwanzendes ist schwärzlich und bildet einen Bürstenkamm. Das Fell ist weich und dicht, die Grannen stehen etwas ab.
Die Fellqualität ist unterschiedlich.
  - Bürstenschwanz-Felskänguru, Pinselschwanzkänguru

Das Bürstenschwanz-Felskänguru hat einen kompakten Körper, die Kopfrumpflänge beträgt 50 bis 72 Zentimeter, die Schwanzlänge 42 bis 56 Zentimeter. Die Oberseite des Felles ist im Wesentlichen rotbraun oder im vorderen Bereich mehr grau bis dunkelgraubräunlich. Der Kopf ist auf der Oberseite dunkelgrau bis graubräunlich, unterseits weißlich, mit einem schwärzlichen Augenstreifen an der Farbgrenze von der Schnauze bis zum Ohr. Die Füße und die Schnauze sind schwarzbraun bis schwärzlich. Die vordere Schwanzhälfte ist zuweilen auch graubraun oder rötlich. Gelegentlich zieht ein dünner schwärzlicher Aalstrich über den Scheitel und den vorderen Teil des Rückens. Die Körperunterseite ist weißgelblich. Häufig befindet sich ein schwärzlicher Streifen an den Körperseiten vom Armansatz bis zur Hüfte. Einzelne Leithaare sind schwarz, die übrigen Haare sind im Wesentlichen bräunlich. Die Leithaare sind bis 52 Millimeter lang. Im letzten Drittel sind die Haare bürstenartig verlängert. Charakteristisch sind die kleinen, runden Ohren.[4]
Alle Bürstenkänguruarten zählen wegen der veränderten Umweltbedingungen zu den gefährdeten Tierarten. Die Fellqualität ist unterschiedlich. Die einmal als Silvery Lightside bezeichneten Felle stammten vom Bürstenkänguru.
  - Gelbfuß-Felskänguru

Die Felllänge der Gelbfuß-Felskängurus (2 Unterarten) liegt zwischen 60 und 80 Zentimeter, dazu der Schwanz mit 60 bis 80 Zentimeter. Die Felloberseite ist im vorderen Bereich grau, hinten mehr graurötlich. Die Bauchseite ist weißlich. Vorder- und Hinterbeine sind hell gelblich rostfarben, die Ohren sind gelblich. Der Aalstrich ist dunkelbraun. An den Wangen befindet sich je ein weißer Streifen, ebenso an den Körperseiten und über die Oberschenkel. Der Schwanz ist gelblich mit 10 bis 15 dunkelbraunen Querringen.[4]
Verbreitung: Süd-Victoria, Bass-Straßen-Inseln, Tasmanien.
Vor allem zwischen 1880 und 1920 wurden Gelbfuß-Felskängurus wegen ihres hübschen, bunten und weichen Pelzes bejagt, heute stehen sie in Australien unter Schutz.
- Rotes Riesenkänguru

Die Körperlänge des Roten Riesenkängurus beträgt bei Männchen 130 bis 160, bei Weibchen 100 bis 120 Zentimeter. Die Schwanzlänge bei Männchen 85 bis 105, bei Weibchen 65 bis 85 Zentimeter. Das Fell der erwachsenen Nominatform hat eine hellrötliche bis braunrote Oberseite, während die Unterseite weißlich ist mit rötlichem Bauch und unter Umständen leuchtend roter Kehle. Die rote Färbung wird durch eine puderartige Hautabsonderung hervorgerufen, die auf der Brust abgeschieden und mit den Vorderpfoten bis auf den Rücken verteilt wird. Bereits die getrockneten Felle verlieren die rote Färbung im Lauf der Zeit und gleichen dann den weiblichen Fellen, oberseits hellgrau bis blaugrau und unterseits weißlich. Die Wangen sind weißlich mit einem dunklen Voraugenstreif. Das Haarkleid ist sehr weich und dicht mit bläulicher, reicher Unterwolle, auch langhaariger als andere Arten, die Unterseite ist weiß. Das Leder ist dünn und weich.
Verbreitung: Ganz Australien mit Ausnahme der Küsten und des Südwestens.
Hier wurden nur die Felle weiblicher Tiere für „Kürschner“zwecke („Furriers“) genutzt. 1911 war der Fellpreis erheblich angestiegen. Während Anfang der 1880er Jahre das Fell 3 bis 4 Pence kostete, 1890 1 ¼ bis 1 ½ Shilling, zahlte man jetzt 4 Shilling. In Queensland kamen im Jahr 1955 etwa 97.000 Felle des Roten Riesenkängurus auf den Markt, 1960 waren es 250.000 und 1965 steigerte es sich noch einmal auf 352.000 Stück.
- Graues Riesenkänguru

Das Graue Riesenkänguru hat zwei Unterarten (nach Dathe/Schöps 3), das Östliche Graue Riesenkänguru und das Westliche Graue Riesenkänguru.
Die Kopfrumpflänge beträgt bei männlichen Tieren 105 bis 140, bei Weibchen 85 bis 120 Zentimeter, die Schwanzlänge 95 bis 100, bei Weibchen rund 85 Zentimeter. Das Fell ist auf der Oberseite graubraun bis rötlichgrau, der dunkle Voraugenstreifen ist nur schwach angedeutet. Über dem Auge ist meist ein weißlichgrauer Bogen. Die Unterseite ist weißlichgrau bis weiß. Das einzelne Haar ist im Bereich der Wurzeln grauweiß, in der Mitte hellbraun oder grauweiß. Die Leithaare sind im Spitzenteil schwarz. Die Länge der leicht gewellten Haare variiert je nach Geschlecht, Vorkommen und Jahreszeit von kurz bis ziemlich lang (13 bis 40 Millimeter). Die Unterart M. g. rasmaniensis hat ein besonders langhaariges und derbes Fell.
Vorkommen: Nordost-Queensland bis Victoria und bis in das südöstliche Südaustralien und auf der Känguru-Insel. Unterarten in den Küstengebieten Südwestaustraliens zwischen Geraldton und Esperance und auf Tasmanien.
Das Fell wurde meist zu Leder verarbeitet.
- Bergkänguru

Das dichte, zottelige Fell der Bergkängurus ist dunkler als das der meisten Känguruarten, es ist an der Oberseite meist dunkelgrau, oft fast schwärzlich gefärbt, aber auch braunrot, rötlich oder sogar isabell. Die Unterseite ist grauweiß bis weiß. Der Kopf ist zuweilen heller als der Körper, teilweise mit hellen Wangen und kleinem hellem Bogenstrich über den Augen. Die Füße und der Schwanz sind oft dunkelbraun. Das Fell von M. r. antilopinus ist hellrötlich, von M. r. cervinus braunrot. Die Männchen sind jeweils dunkler grau oder intensiver rot als die Weibchen. Wie bei den meisten Kängurus ist der Körperbau durch die kräftigen Hinterbeine, den muskulösen Schwanz und die kurzen Vorderbeine charakterisiert. Das Fell ist kurz bei den nördlichen Formen und ziemlich lang bei den südlichen. Bergkängurus erreichen eine Kopfrumpflänge von 75 bis 140 Zentimetern, eine Schwanzlänge von 60 bis 90 Zentimetern. Die Männchen sind deutlich größer als die Weibchen.
Verbreitung: Ganz Australien, selbst im unwirtlichen zentralen Teil des Landes, nicht jedoch auf Tasmanien.
Durch das zottelige, kurze und grobe Haar ist das Fell nur wenig für Pelzzwecke geeignet, es wurde hauptsächlich zu Leder verarbeitet.
- Zu den in Auktionen benutzten Begriffen, wie Victoria oder Swampwallaby, Silvery lightsides, Silvery darksides und tasmanische, bemerkte 1931 ein Leipziger Rauchwarenhändler, dass diese Bezeichnungen eigentlich nur Sammelnamen sind. Denn unter Silvery lightsides befanden sich Lots der opossumfarbigen Tamar-Wallaby, der Blankwallaby und der Zügelkänguru, der queensländischen und westaustralischen Scrubwallaby und viele andere. Unter der Bezeichnung Silvery darksides, unter der in erster Linie das Buschwallaby verstanden wurden, waren oft Lots von tasmanischen Fellen mit eingereiht, manchmal sogar die Swamps. Ein Unterschied wurde zwischen „tanners“, der Gerberware gemacht, und „furriers“, der Kürschnerware, von denen jedoch oft die Gerberware für Kürschnerzwecke und umgekehrt gekauft wurde.[7]

## Handel, Geschichte

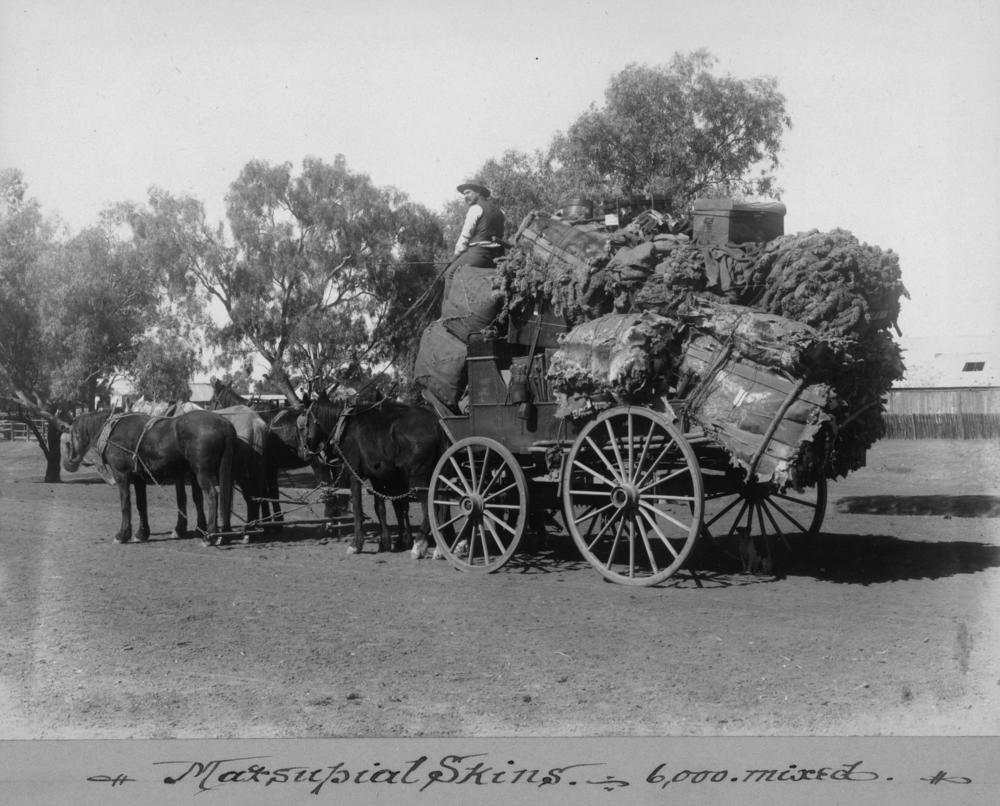
Pferdefuhrwerk mit 6000 Beuteltierfellen unterschiedlicher Arten (Charleville Distrikt, zwischen 1902 und 1904)

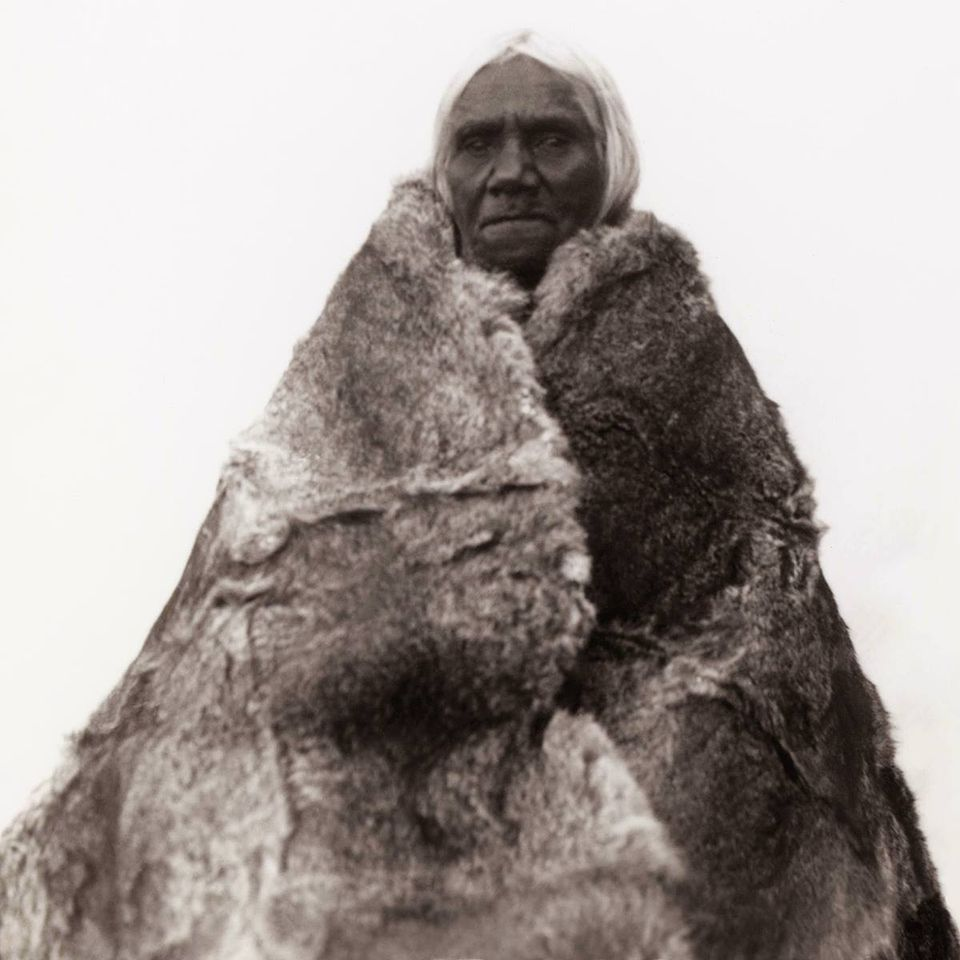
Frau Ivaritji der Kaurna mit einem Wallaby-Umhang (1928)

Für die australischen Ureinwohner stellte Kängurufleisch das Hauptnahrungsmittel dar. Nach dem Eintreffen der europäischen Siedler wird dem Känguru aus anderen Gründen nachgestellt, teils noch zur Fleischgewinnung, hauptsächlich jedoch wegen der Konkurrenz mit den Farmern, die in den Tieren eine Existenzbedrohung sehen und auf verschiedenste Arten bekämpfen, da sie die Felder abfressen und die künstlich angelegten Tränken mitnutzen. Das Kängurufell ist dabei ein Nebenprodukt, der Preis war selten so hoch, als dass sich seinetwegen die Bejagung gelohnt hätte.
Die Mode entdeckte das Wallabyfell in der zweiten Hälfte des 19. Jahrhunderts. Im Anfang der Kolonisation wurden die Jagdbeuten noch im Land verbraucht oder aber als Kuriosum nach Europa gebracht, der größte Teil der Felle wurde als wertlos weggeworfen. Zum ersten Mal werden im Jahr 1871 australische Felle auf einer Londoner Auktion erwähnt, und zwar 18.021 Opossumfelle, im Jahr 1891 auch Wombatfelle, Känguru- und Wallabyfelle. Vor 1911 ging der größte Teil der nicht in Australien verarbeiteten Felle nach Nordamerika. Im Lauf der Jahre war ein starker Rückgang der australischen Urfauna zu beobachten, wohingegen der Anfall der von den Ansiedlern eingeführten Felle ursprünglich europäischer Tierarten sich beständig erheblich steigerte (Kaninchenfelle, Rotfuchsfelle).
Um 1926 wurden Kängurufelle oder die Wallabysorten, neben anderen, bisher wenig gebrauchten Fellarten, in Deutschland zu einem begehrten Mantelmaterial, nachdem man begonnen hatte, die nicht gutfarbigen Felle zu färben. Neben Deutschland war England der Hauptverbraucher für Wallabypelz. Die Breslauer Rauchwarenfirma Adolph Schlesinger Nachfolger mit ihrem Leipziger Felllager „beherrschte zwei Jahrzehnte lang den Wallaby-Markt“ in Deutschland, zeitweilig ausschließlich mit von der Londoner Firma C. W. Martin & Sons gefärbter Ware.
1961 berichtete eine deutsche Pelzfachzeitschrift, dass in Sydney erstmals als Neuheit Mäntel aus Kängurufellen zu außerordentlich günstigen Preisen vorgeführt wurden. Die Mäntel sollten außerordentlich leicht sein mit strapazierfähigem Leder. Meist wurden sie weiß gebleicht oder braun gefärbt, naturfarbene Felle wurden bis dahin nicht verarbeitet.
Im Jahr 1988 hieß es: „Der Anfall an Wallabyfellen soll in den vergangenen Jahren bis zu 1 Million Stück betragen haben, doch liegen genauere Zahlen nicht vor“. Seitdem scheint das Fell zumindest vom europäischen Markt fast ganz verschwunden zu sein.
Die Felle werden in folgende Handelsklassen sortiert:
- Reguläre: graubraun, rechts und links des Schenkels schwarz gefleckt.

Größte Felle (extra lang) bis 70 Zentimeter, Qualität teils gut, teils gering.
Bei den guten Fellen ist das Haar etwa 2 Zentimeter lang; die Unterwolle entsprechend gut. Kleine Felle sind weicher (milchiger) im Haar.
- Furriers werden meist gefärbt auf silbergrau, braun, blau, nerz, rot und schwarz,
- Tanners werden in den besseren Qualitäten auf Nerz gefärbt.
- Silberblanke: Kleiner, länger und weicher im Haar
- Rotblanke: zumeist kleiner, dunkelbraun bis braunrot. Sie sind besonders für Braunfärbungen geeignet.[1]

Die Anlieferung der Rohfelle erfolgt offen, nicht rund abgezogen. Vom Handel wurde angemerkt, dass manche Wallabysorten auffallend viele bissstellige Felle enthalten, durch die eigentlich erstklassige Felle nahezu entwertet werden.

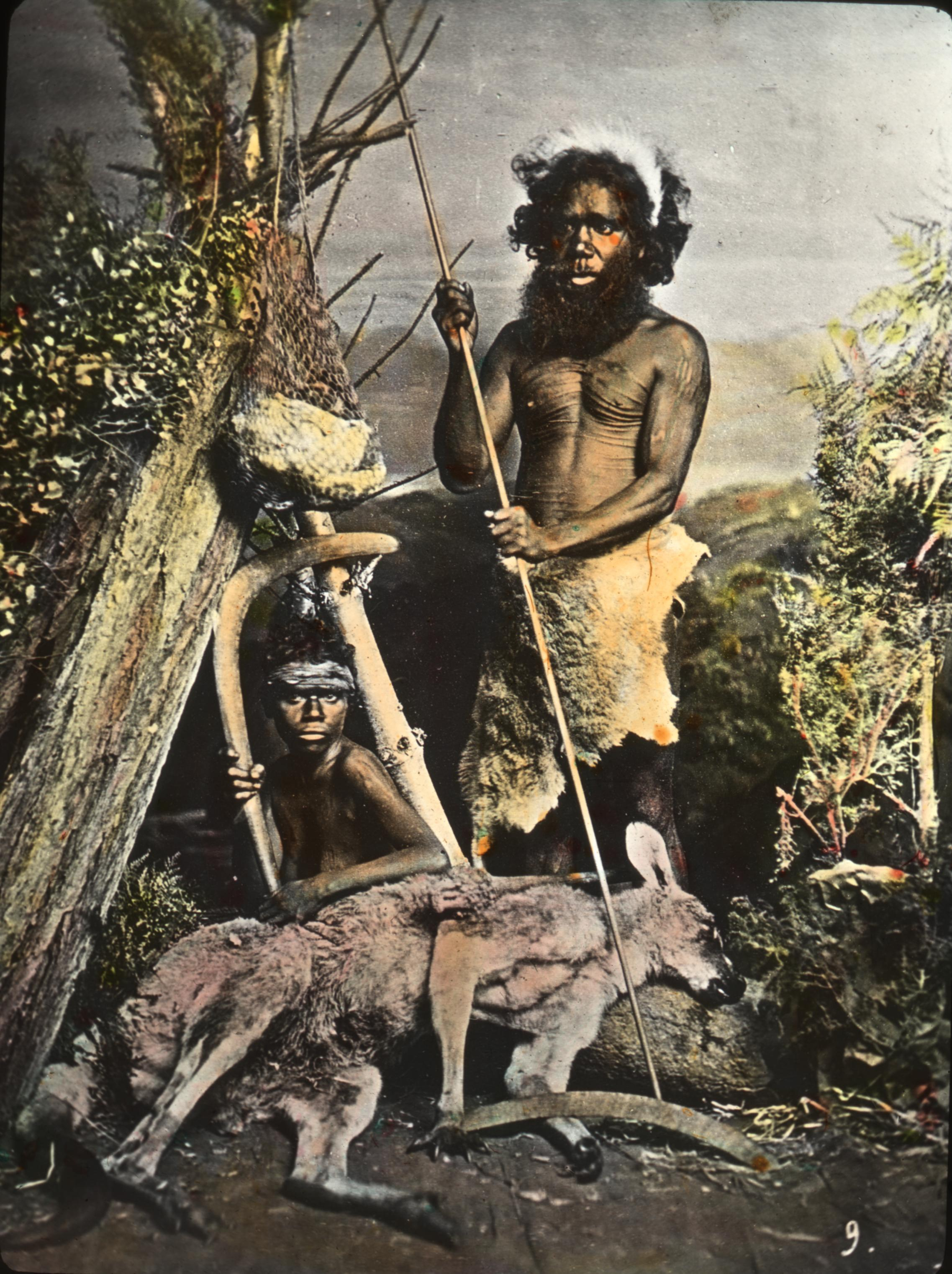
Ureinwohner mit erlegtem Känguru und Schurz aus Kängurufell
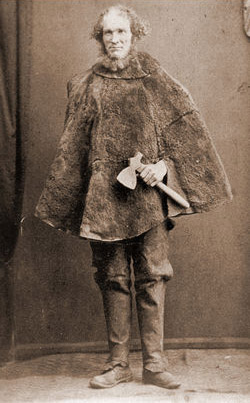
Moondyne Joe (1830–1900) im Wallabycape
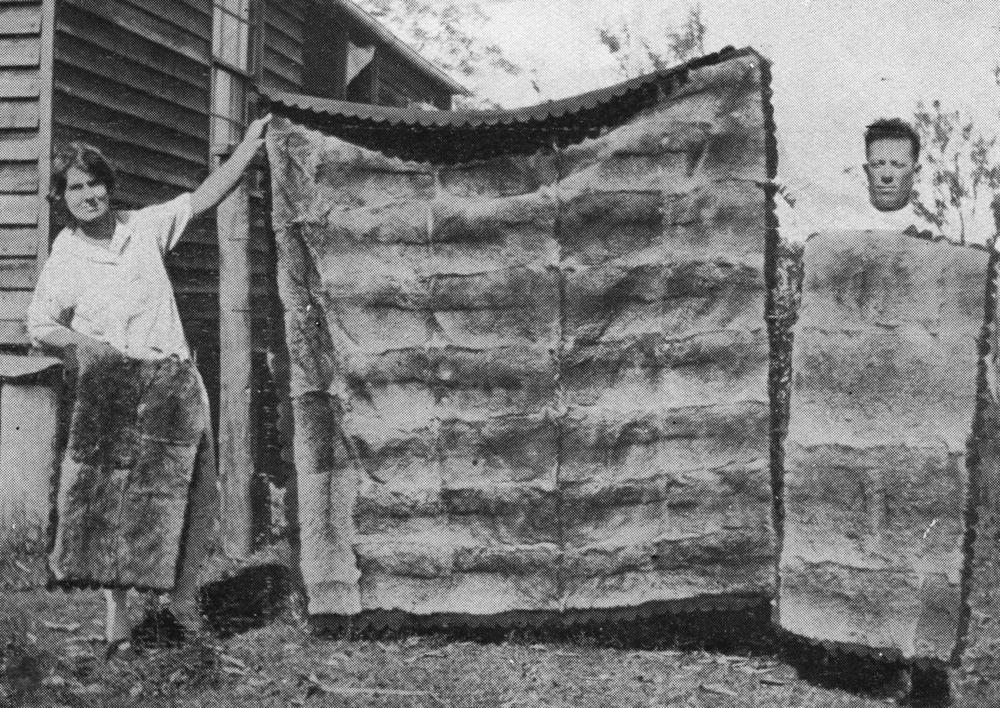
Australische Landfrau mit selbstgearbeiteten Wallaby-Plaids (ca. 1930)
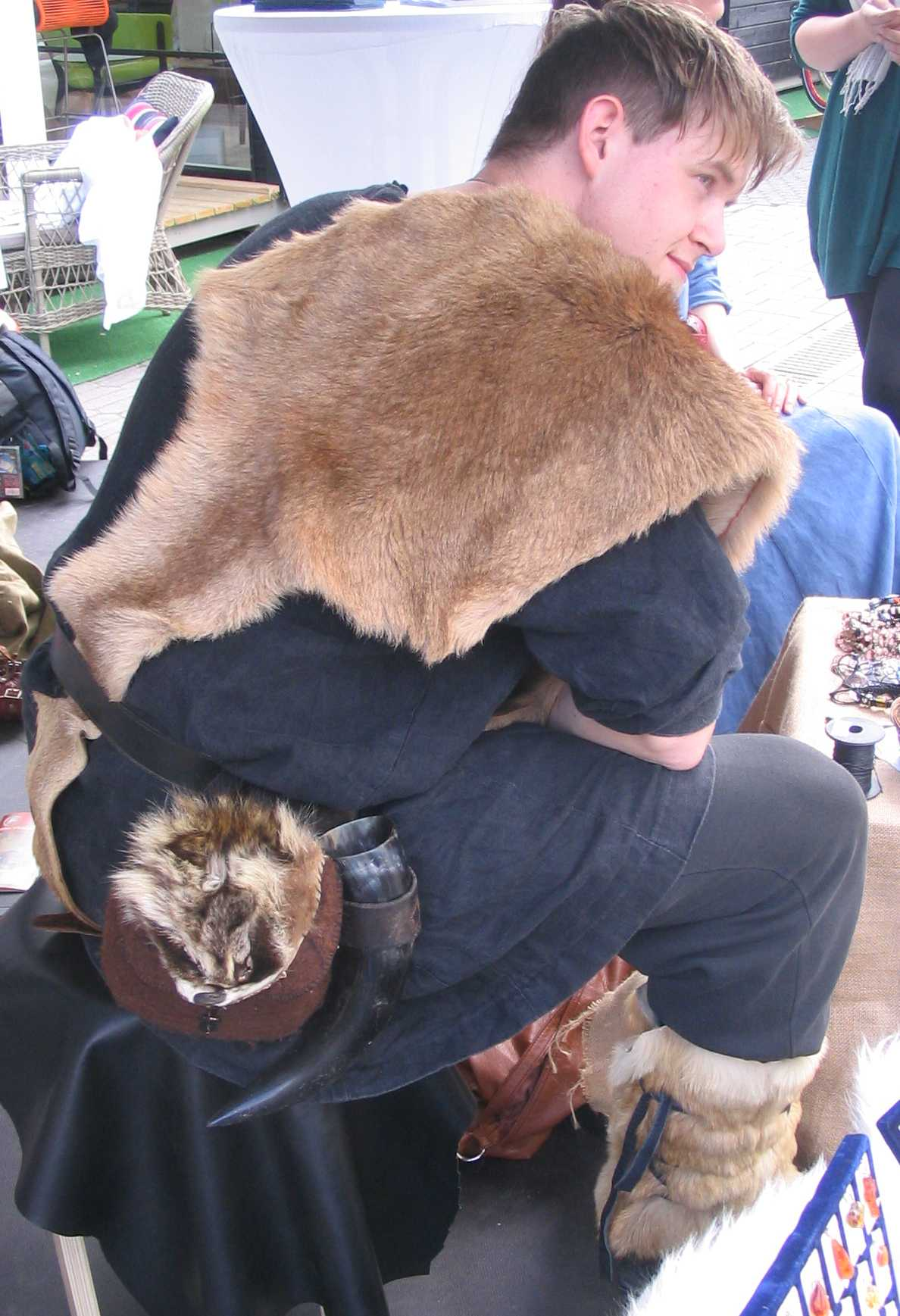
Mann mit geschultertem Kängurufell (2013)

## Verarbeitung

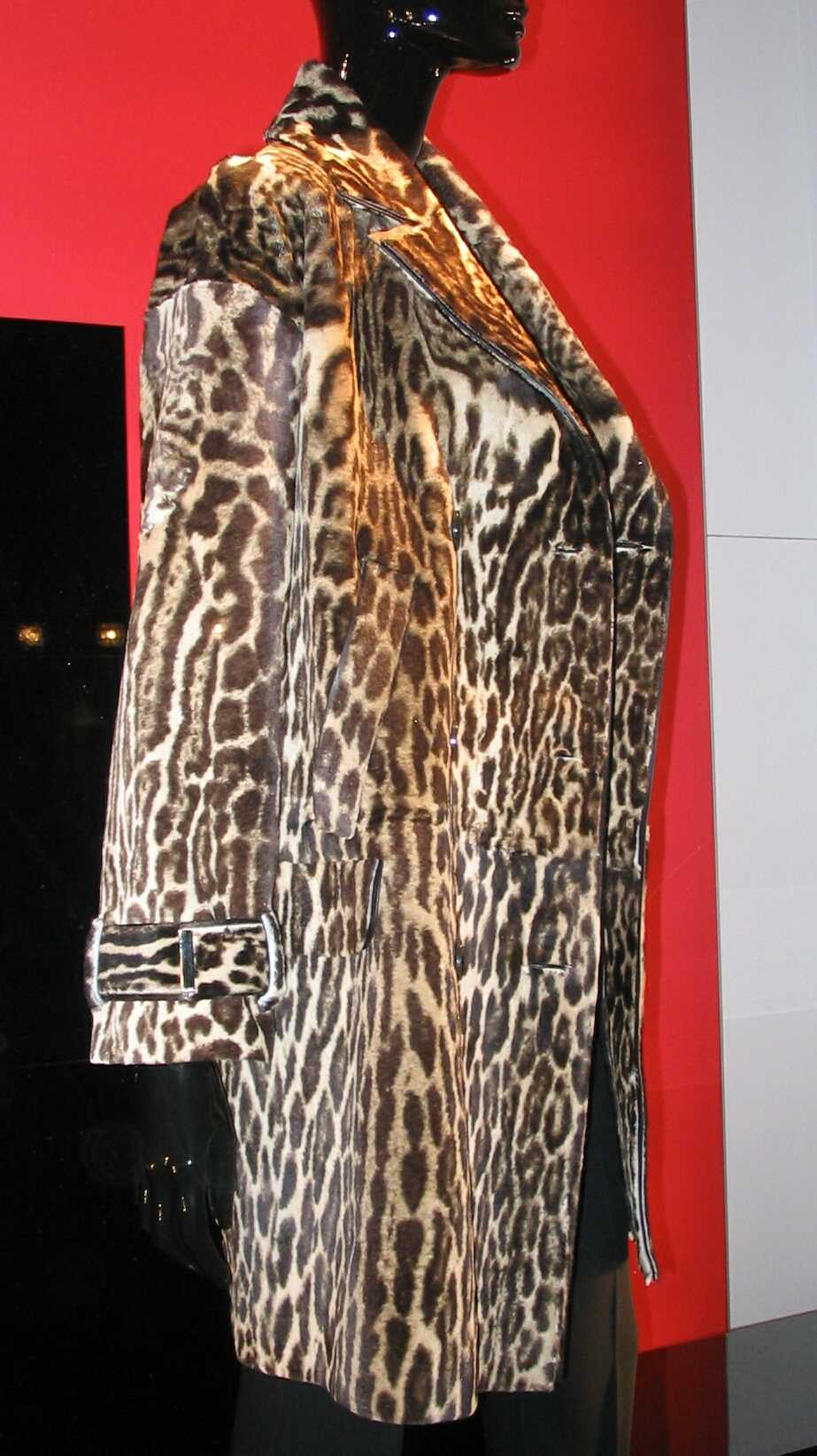
Mantel aus tiefgeschorenem, ozelotbedrucktem Wallaby (2010)

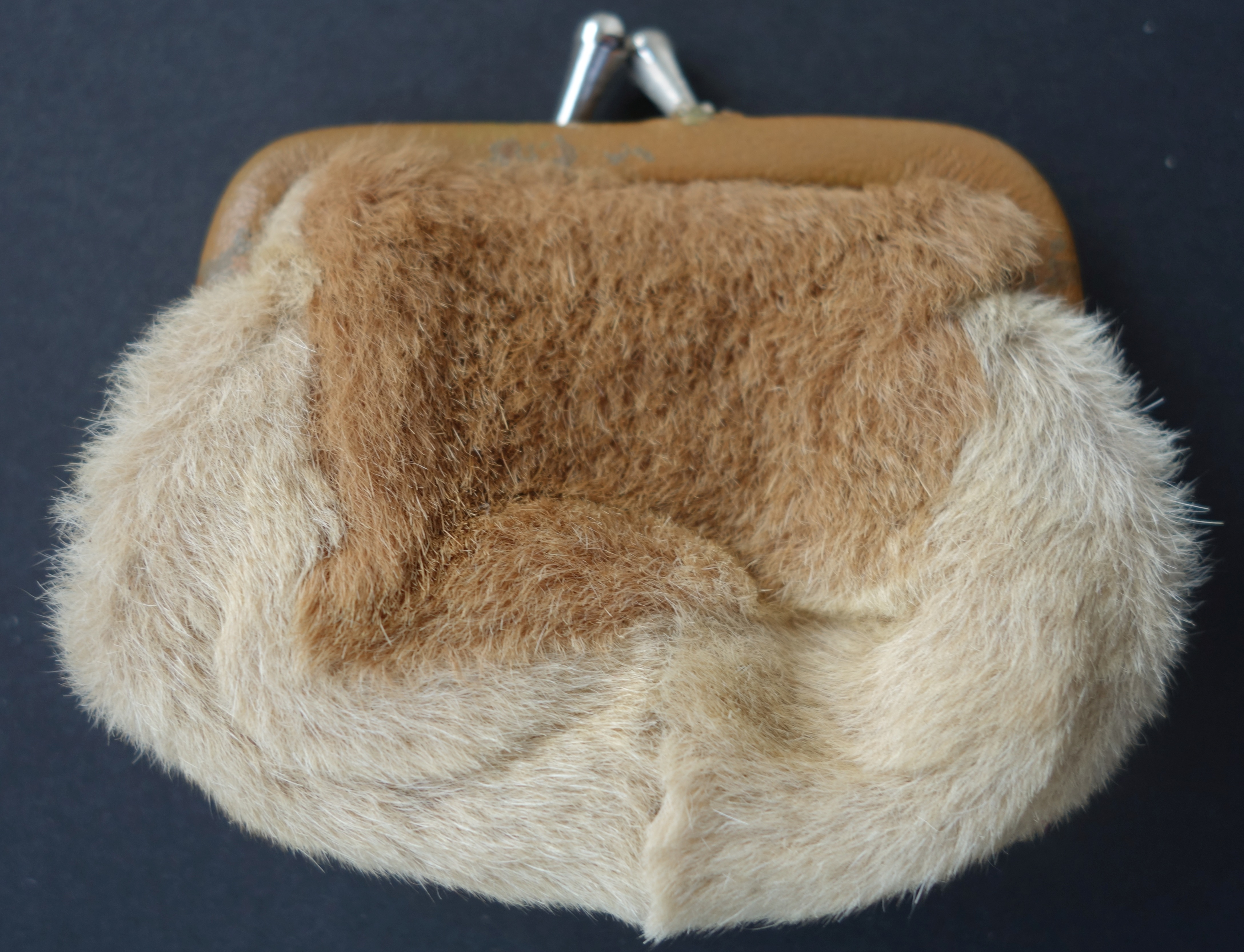
Geldtäschchen aus Wallaby (1950er Jahre)

Gutfarbige Felle wurden meist naturfarben verarbeitet, schlechtfarbige auf andere Fellfarben, beispielsweise Nerz, eingefärbt. Ein Teil der Felle wurde geschoren verarbeitet. Da häufig rohverbrannte Felle (durch Fäulnis hart im Leder) angeliefert wurden, war die Ausfallquote beträchtlich. Die Behandlung der Rohfelle im Ursprungsland war nicht einheitlich und wurde teilweise sehr nachlässig gehandhabt.
Häufig treten bei Wallabys wegen des meist allmählichen Haarwechsels Nachwuchsstellen auf, Flächen, an denen das neue Haar noch kürzer ist. Diese müssen unter Umständen bei der Verarbeitung entfernt werden. Während ein Kürschnermeister in den 1920er Jahren alle aufwändigen Arbeitstechniken der Kürschnerei, wie Auslassen, Einlassen oder Umschneiden auch für Wallaby beschreibt, wird ansonsten angeraten, die Felle möglichst einfach zu verarbeiten, mit geraden Nähten, ganz- oder halbfellig nebeneinander- und übereinandergesetzt. Auch eine Verarbeitung gegen den Strich, mit dem Haarschlag nach oben, ergibt eine sehr hübsche Wirkung („gestürzte Verarbeitung“).
Im Jahr 1965 wurde der Fellverbrauch für eine für einen Wallabymantel ausreichende Felltafel (aus kleinen Kängurufellen) mit 20 bis 30 Fellen angegeben (sogenanntes Mantel-„Body“). Zugrunde gelegt wurde eine Tafel mit einer Länge von 112 Zentimetern und einer durchschnittlichen Breite von 150 Zentimetern und einem zusätzlichen Ärmelteil. Das entspricht etwa einem Fellmaterial für einen leicht ausgestellten Mantel der Konfektionsgröße 46 des Jahres 2014. Die Höchst- und Mindest-Fellzahlen können sich durch die unterschiedlichen Größen der Geschlechter der Tiere, die Altersstufen sowie deren Herkunft ergeben. Je nach Pelzart wirken sich die drei Faktoren unterschiedlich stark aus.
Die Verarbeitung erfolgt meist zu Jacken oder Mänteln, flachere Felle zu Innenfuttern. Als weitere Verwendungen wurde 1928 genannt, die langhaarigen, naturfarbenen Felle als Opossum- oder Waschbärimitation für Herrenkragen, skunksfarben wie auch hellere Schattierungen für Damengarnituren, Muffe und Pelzstolen.
Die Reparaturmöglichkeit von Wallabypelzen wurde im Jahr 1974 mit „gut“ angegeben. Von einer Modellumgestaltung wurde abgeraten, da sie sich im Verhältnis zur Neuanschaffung wohl nur selten lohnen würde, außerdem keine dazupassenden Felle zu beschaffen seien.

## Zahlen, Fakten
- 1910 wurde ein Wallabymantel in einem Katalog für 550 Mark angeboten.[18]
- Vor 1944 war der Höchstpreis für Wallabyfelle im Großhandel, natur oder gefärbt: große 25 Mark; kleine 16 Mark, flache 9 Mark.[19]
- 1968 fragte man beim Tierpark Berlin nach den Erfahrungen mit der Känguruhaltung, und ob sich eine Zucht für Pelzzwecke wohl lohnen würde. Zusammenfassend wurde geantwortet, dass bei dem dafür erforderlichen Aufwand dies wohl nicht wirtschaftlich sinnvoll wäre.[20]

## Anmerkung
1. ↑  Die angegebenen vergleichenden Werte (Koeffizienten) sind das Ergebnis vergleichender Prüfung durch Kürschner und Rauchwarenhändler in Bezug auf den Grad der offenbaren Abnutzung. Die Zahlen sind nicht eindeutig, zu den subjektiven Beobachtungen der Haltbarkeit in der Praxis kommen in jedem Einzelfall Beeinflussungen durch Pelzzurichtung und Pelzveredlung sowie zahlreiche weitere Faktoren hinzu. Eine genauere Angabe könnte nur auf wissenschaftlicher Grundlage ermittelt werden. Die nach praktischer Erfahrung haltbarsten Fellarten wurden auf 100 Prozent gesetzt.
2. ↑  Die Angabe für ein Body erfolgte nur, um die Fellsorten besser vergleichbar zu machen. Tatsächlich wurden nur für kleine (bis etwa Bisamgröße) sowie für jeweils gängige Fellarten Bodys hergestellt, außerdem für Fellstücken. Folgende Maße für ein Mantelbody wurden zugrunde gelegt: Körper = Höhe 112 cm, Breite unten 160 cm, Breite oben 140 cm, Ärmel = 60 × 140 cm.

## Belege
1. 1 2 3 4 5 6 7 8  Christian Franke/Johanna Kroll: Jury Fränkel’s Rauchwaren-Handbuch 1988/89. 10. überarbeitete und ergänzte Neuauflage, Rifra-Verlag Murrhardt, S. 228–230.
2. ↑  Paul Schöps; H. Brauckhoff, Stuttgart; K. Häse, Leipzig, Richard König, Frankfurt/Main; W. Straube-Daiber, Stuttgart: Die Haltbarkeitskoeffizienten der Pelzfelle. In: Das Pelzgewerbe, Jahrgang XV, Neue Folge, 1964, Nr. 2, Hermelin Verlag Dr. Paul Schöps, Berlin, Frankfurt/Main, Leipzig, Wien, S. 56–58.
3. ↑  Paul Schöps, Kurt Häse: Die Feinheit der Behaarung – Die Feinheits-Klassen. In: Das Pelzgewerbe Jg. VI / Neue Folge, 1955 Nr. 2, Hermelin-Verlag Dr. Paul Schöps, Leipzig, Berlin, Frankfurt am Main, S. 40 (Anmerkung: fein (teils seidig); mittelfein (teils fein); gröber (mittelfein bis grob)).
4. 1 2 3 4 5 6 7 8 9 10 11 12 13 14 15 16 17 18 19 20   Heinrich Dathe, Paul Schöps, unter Mitarbeit von 11 Fachwissenschaftlern: Pelztieratlas. VEB Gustav Fischer Verlag Jena, 1986, S. 71–82.
5. 1 2 3 4 5 6  Emil Brass: Aus dem Reiche der Pelze. 2. verbesserte Auflage, Verlag der „Neuen Pelzwaren-Zeitung und Kürschner-Zeitung“, Berlin 1925, S. 766–768.
6. 1 2 3 4 5  Emil Brass: Aus dem Reiche der Pelze. 1. Auflage, Verlag der „Neuen Pelzwaren-Zeitung und Kürschner-Zeitung“, Berlin 1911, S. 633–635.
7. 1 2 3 4 5  Franz Weiss (Firma Franz Weiss & Sohn, Leipzig): Australische Rauchwaren. In: Rauchwarenkunde. Elf Vorträge aus der Warenkunde des Pelzhandels. Verlag Der Rauchwarenmarkt, Leipzig 1931, S. 124–146.
8. ↑  Fritz Schmidt: Das Buch von den Pelztieren und Pelzen. F. C. Mayer Verlag, München 1970, S. 53–59.
9. ↑  Philipp Manes: Die deutsche Pelzindustrie und ihre Verbände 1900–1940, Versuch einer Geschichte. Berlin 1941 Band 1. Durchschrift des Originalmanuskripts, S. 145 (Kollektion G. & C. Franke).
10. ↑  Arthur Samet: Pictorial Encyclopedia of Furs. Arthur Samet (Book Division), New York 1950, S. 361. (engl.)
11. ↑  Philipp Manes: Die deutsche Pelzindustrie und ihre Verbände 1900-1940, Versuch einer Geschichte. Berlin 1941 Band 4. Durchschrift des Originalmanuskripts, S. 168–169 (→ Inhaltsverzeichnis).
12. ↑  Ohne Autorenangabe: Pelzmäntel aus Känguruhfellen. In Hermelin, 1961 Nr. 4, Hermelinverlag Dr. Paul Schöps, Berlin u. a., S. 34.
13. 1 2 3  Alexander Tuma jun: Die Praxis des Kürschners. Verlag von Julius Springer, Wien 1928, S. 35, 186–187.
14. ↑  Heinrich Schirmer: Die Technik der Kürschnerei. Verlag Arthur Heber & Co., Leipzig 1928, S. 214–217.
15. ↑  Frank Grover: Practical Fur Cutting and Furriery. The Technical Press, London 1936, S. 123. (engl.).
16. ↑  Paul Schöps u. a.: Der Materialbedarf für Pelzbekleidung. In: Das Pelzgewerbe Jg. XVI / Neue Folge 1965 Nr. 1, Hermelin-Verlag Dr. Paul Schöps, Berlin u. a., S. 7–12.
17. ↑  David G. Kaplan: World of Furs. Fairchield Publications. Inc., New York, S. 195 (engl.).
18. ↑  Rauchware (Pelze und Preise) 1910. Katalogseite einer nicht genannten Firma.
19. ↑  Friedrich Malm, August Dietzsch: Die Kunst des Kürschners. Fachbuchverlag Leipzig 1951, S. 73.
20. ↑  D. Lau: Haltung und Zucht von Känguruhs. In: Das Pelzgewerbe, Jg. XIX, Neue Folge, 1968, Heft Nr. 4, Hermelin-Verlag Paul Schöps, Berlin u. a., S. 29–30.